# Aceitera

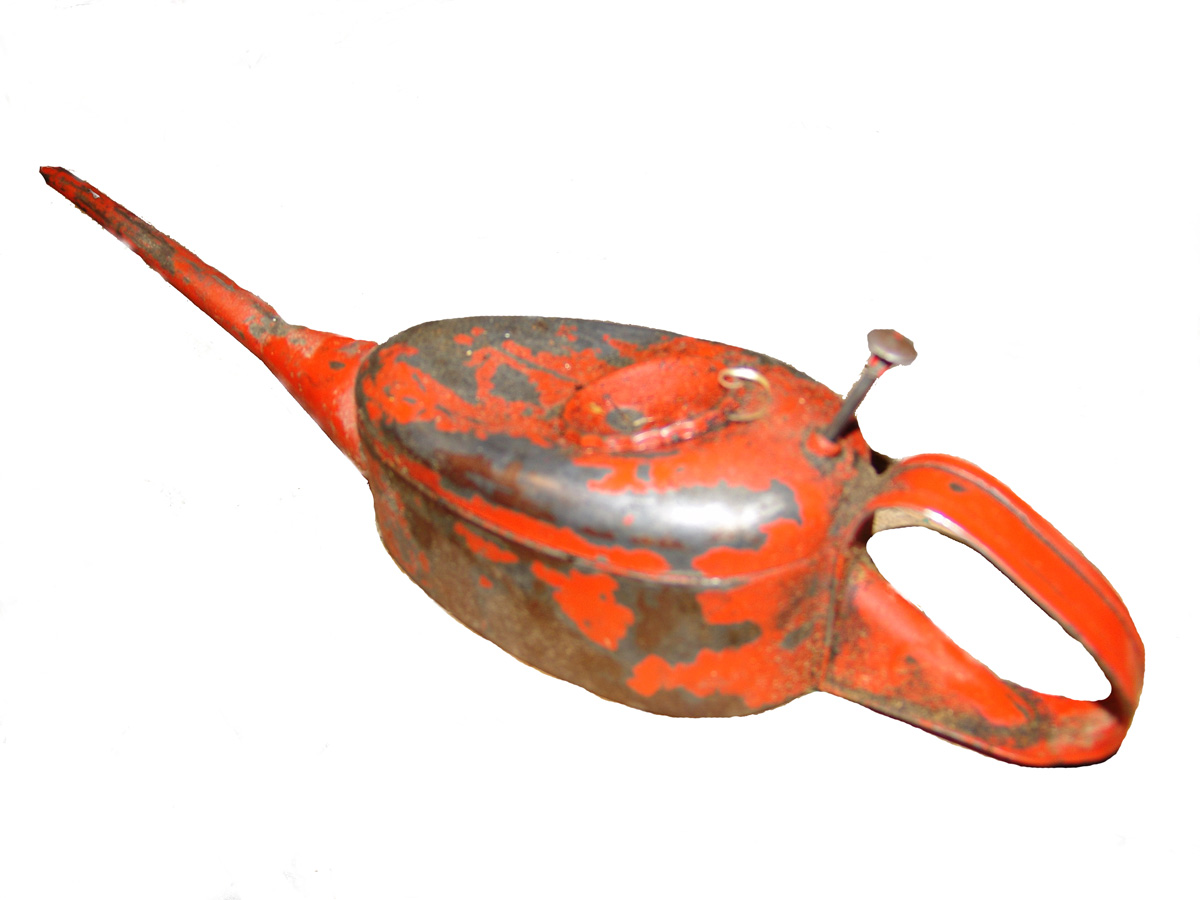
Aceitera.

Se denomina aceitera al recipiente que contiene aceite que se utiliza para engrasar máquinas o herramientas.

## Características
Entre los tundidores y tejedores, las aceiteras eran vasijas pequeñas de hojalata con boca en forma de embudo y se utilizaba para refrescar la tijera. 

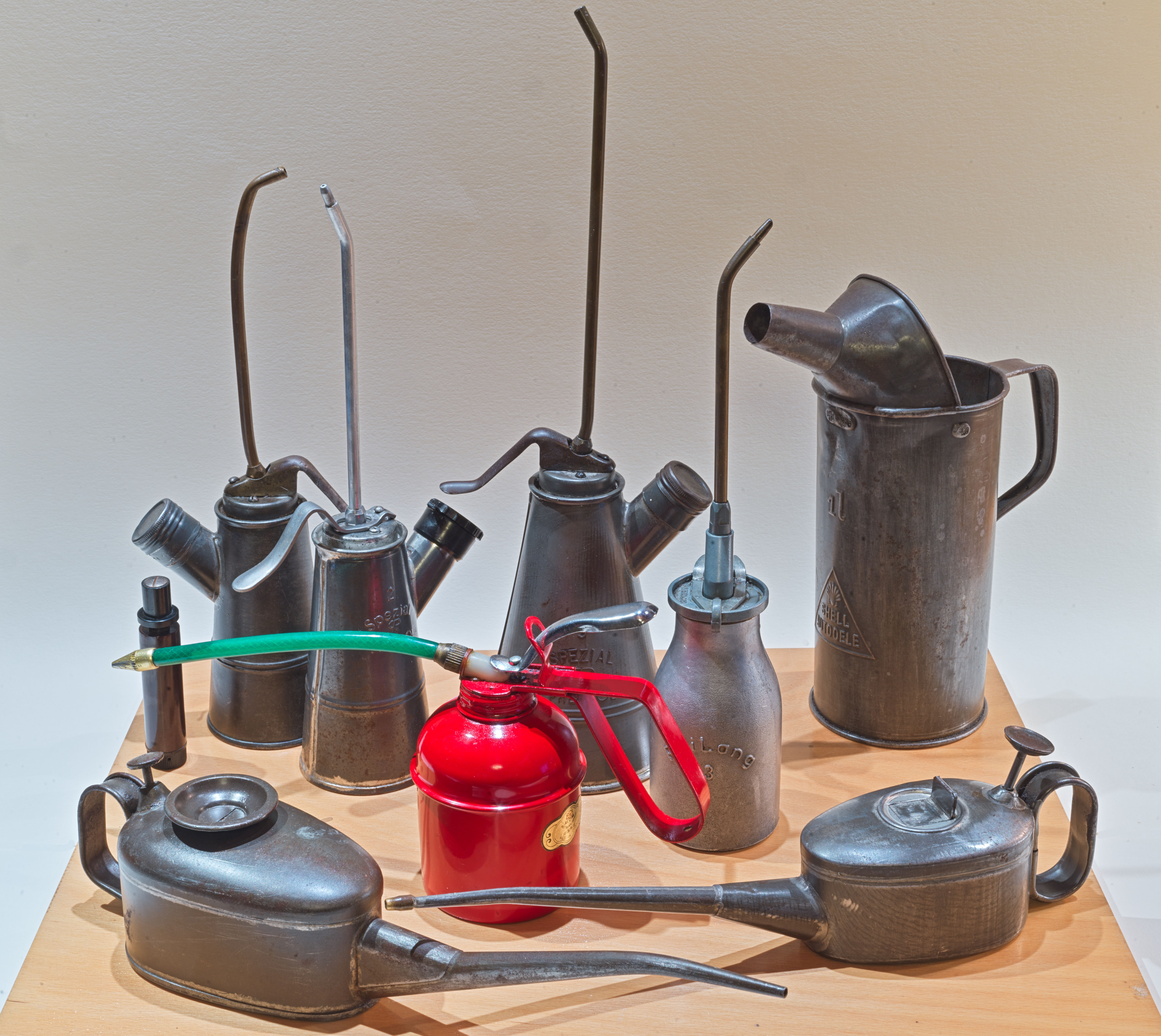
Aceiteras

En los ferrocarriles, la aceitera es el recipiente que usaban los maquinistas para echar aceite en las diferentes partes del mecanismo y muchas de ellas para facilitar la operación tenían un largo pitón. Las hay mecánicas que tienen dentro una pequeña válvula que se abre apretando un botón lo que permite echar el aceite gota a gota y algunas están dotadas de un aparato luminoso para poder ver mejor dónde se echa el aceite.

### Externa
- El Diccionario de la Real Academia Española tiene una definición para aceitera.
- El contenido de este artículo incorpora material del diccionario enciclopédico popular ilustrado Salvat de los años 1906 a 1914 que se encuentra en el dominio público.

- Datos: Q297055
- Multimedia: Oilcans / Q297055